# Ludwig Friedrich von Stockmayer

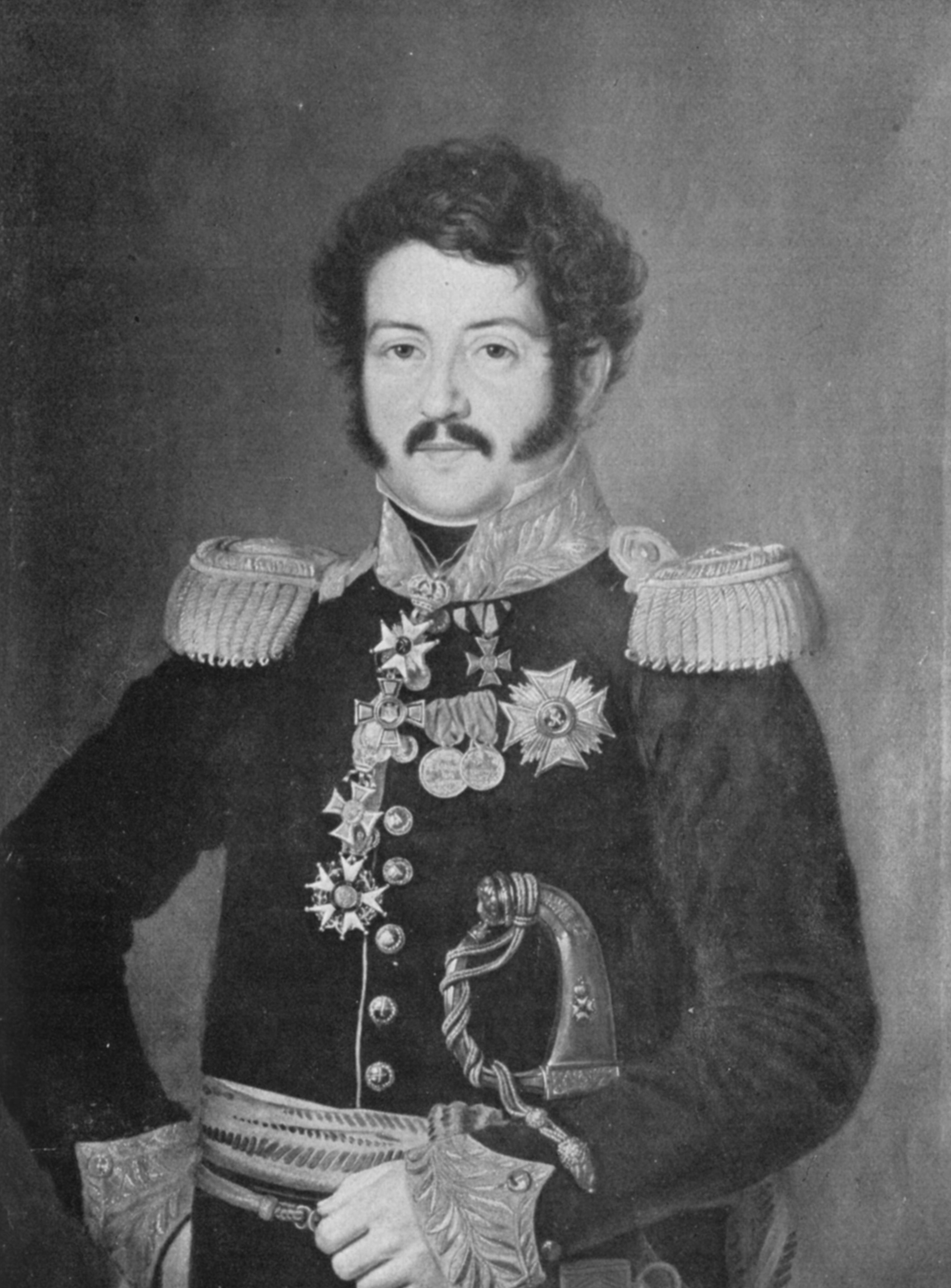
Ludwig Friedrich von Stockmayer, Gemälde von Franz Seraph Stirnbrand, 1817

Ludwig Friedrich von Stockmayer (* 27. September 1779 in Weiltingen an der Wörnitz; † 23. Dezember 1837 in Stuttgart) war ein württembergischer Generalleutnant und Gouverneur von Stuttgart. 

## Leben
Ludwig Friedrich von Stockmayer war der Sohn des württembergischen Oberamtmanns Johann Friedrich Stockmayer. Ludwig Friedrich Stockmayer wurde zunächst durch einen Hofmeister privat unterrichtet, bevor er ab Oktober 1793 die Hohe Karlsschule und anschließend das Gymnasium in Stuttgart besuchte. 1794 wurde er Secondlieutenant im württembergischen Infanterieregiment v. Hügel. 1798 wurde Stockmayer Oberleutnant im Musketier-Bataillon v. Seeger. Er machte 1799 den Feldzug gegen Frankreich mit und wurde am 10. März 1800 Oberleutnant, 1803 dann Hauptmann im Jägercorps. Im selben Jahr heiratete er Auguste Clemens. Für seine Leistungen im schlesischen Feldzug erhielt er 1807 das Ritterkreuz des Militärverdienstordens. 1808 wurde er Major beim Jägerbataillon Koenig. Im fünften Koalitionskrieg 1809 zeichnete sich von Stockmayer ebenfalls aus, erhielt das Ritterkreuz der französischen Ehrenlegion und wurde zum Oberstleutnant befördert. Stockmayer nahm ebenfalls am Russlandfeldzug 1812 teil und wurde mit dem Offizierskreuz der Ehrenlegion ausgezeichnet. 1813 kehrte er mit den Resten seiner Truppe nach Württemberg zurück, wo ihn der württembergische König mit einem goldenen Ehrendegen auszeichnete und von Stockmayer zum Commandant des Jägerregiments Koenig befördert wurde. 1813 wurde er zum Generalmajor ernannt. 
Auf Seiten Frankreichs nahm von Stockmayer mit seinen Truppen 1813 an der Schlacht bei Bautzen teil und wurde mit dem Commandeurkreuz der französischen Ehrenlegion ausgezeichnet. In der Schlacht von Großgörschen wurde er verwundet. An der Völkerschlacht bei Leipzig nahm von Stockmayer mit seiner stark dezimierten Truppe teil. Anschließend wechselte Württemberg im November 1813 in das Lager der Alliierten über. An den Schlachten in Frankreich gegen Napoleon nahm von Stockmayer ebenfalls teil. Im Juni 1814 wurde er in den erblichen Adelsstand erhoben. 1815 nahm er an der Belagerung von Schlettstadt teil und wurde zum Brigadegeneral ernannt. 
1819 heiratete von Stockmayer in zweiter Ehe Charlotte von Reuß, nachdem seine erste Ehe 1817 geschieden worden war. Aus der Ehe gingen zwei Söhne und eine Tochter hervor. Kurz nach der Geburt des dritten Kindes starb Charlotte von Stockmayer. Ludwig Friedrich von Stockmayer heiratete daraufhin in dritter Ehe Luise von Reuß, die Schwester seiner zweiten Ehefrau. 1833 heiratete von Stockmayer, nachdem auch seine dritte Ehefrau verstorben war, Luise Gukenberger. 
Im Februar 1837 wurde Ludwig Friedrich von Stockmayer zum Generalleutnant, zum Kommandanten der 2. Infanteriedivision und zum Gouverneur von Ludwigsburg und Hohenasperg befördert. Im Dezember desselben Jahres wurde er dann zum Kommandant der 1. Infanteriedivision und zum Gouverneur von Stuttgart ernannt.